# رحمة (الموتى السائرون)
«رحمة» هي الحلقة الأولى من الموسم الثامن والحلقة رقم 100 عموما في مسلسل الرعب وما بعد نهاية العالم «الموتى السائرون». تم بث الحلقة على إيه إم سي في 22 أكتوبر عام 2017. كتب الحلقة سكوت غيمبل وأخرجها جريج نيكوتيرو.
هذه الحلقة تركز على الهجوم الجماعي الذي شاركت فيه المجتمعات المحلية: الإسكندرية - منطقة هيلتوب - مستعمرة المملكة ضد «الملاذ»، وبذلك بدأت «الحرب». كما تقدم الحلقة شخصية صديق، التي أداها آفي ناش، والذي سيلعب دورا هاما في الأجزاء المقبلة من الكوميكس.

## وصلات خارجية
- رحمة (الموتى السائرون) على موقع IMDb (الإنجليزية)

- «رحمة» في AMC
- «رحمة» على قاعدة بيانات الأفلام على الإنترنت
- "رحمة" على تي في.كوم